# Lijst van hoogste wolkenkrabbers van Nederland
Dit artikel bevat gegevens over Nederlandse wolkenkrabbers van 100 meter en hoger. Zie ook de lijst van hoogste constructies van Nederland en de lijst van hoogste kerktorens in Nederland.

## Gebouwen
De vermelde hoogtes zijn de architectonische hoogtes van het gebouw, waarbij geen vlaggen, antennes of andere functionele objecten worden meegerekend. Alleen voltooide gebouwen worden hier vermeld. 
|    | Naam                                                                   | Architectonische hoogte   | Geopend                                      | Verdiepingen | Plaats           | Afbeelding                                 |
| -- | ---------------------------------------------------------------------- | ------------------------- | -------------------------------------------- | ------------ | ---------------- | ------------------------------------------ |
| 1  | De Zalmhaven                                                           | 215 m Dak op 203 m        | 2022                                         | 61           | Rotterdam        |                                            |
| 2  | Maastoren                                                              | 164,75 m Top op 177,7 m   | 28 mei 2010                                  | 44           | Rotterdam        |                                            |
| 3  | New Orleans                                                            | 158 m                     | 2010                                         | 45           | Rotterdam        |                                            |
| 4  | Cooltoren                                                              | 154 m                     | 2022                                         | 50           | Rotterdam        |                                            |
| 5  | Montevideo                                                             | 152 m Dak op 139,5 meter  | 2005                                         | 43           | Rotterdam        |                                            |
| 6  | Delftse Poort                                                          | 151,4 m                   | 1991 (Hoogste punt bereikt 1989)             | 41           | Rotterdam        |                                            |
| 7  | De Rotterdam                                                           | 151,3 m                   | 2013 (Hoogste punt bereikt 2012)             | 45           | Rotterdam        |                                            |
| 8  | Rembrandttoren                                                         | 150 m Dak op 135 meter    | 1995                                         | 35           | Amsterdam        |                                            |
| 9  | Millenniumtoren                                                        | 149 m Dak op 131 meter    | 2000                                         | 34           | Rotterdam        |                                            |
| 10 | Ministerie van Binnenlandse Zaken en Koninkrijksrelaties (JuBi-gebouw) | 146 m                     | 2012                                         | 37           | Den Haag         |                                            |
| 10 | Ministerie van Justitie en Veiligheid (JuBi-gebouw)                    | 146 m                     | 2012                                         | 37           | Den Haag         |                                            |
| 11 | Hoftoren                                                               | 141,9 m                   | 2003                                         | 29           | Den Haag         |                                            |
| 12 | New Babylon: City Tower                                                | 141,8 m                   | 2013                                         | 45           | Den Haag         |                                            |
| 13 | Westpoint                                                              | 141,6 m                   | 2004                                         | 47           | Tilburg          |                                            |
| 14 | World Port Center                                                      | 138 m                     | 2001                                         | 38           | Rotterdam        |                                            |
| 15 | Het Strijkijzer                                                        | 132 m                     | 2008                                         | 41           | Den Haag         |                                            |
| 16 | De Kroon                                                               | 131 m                     | 2011 (hoogste punt bereikt op 14 maart 2011) | 41           | Den Haag         |                                            |
| 17 | FIRST Rotterdam                                                        | 128 m                     | 2015                                         | 32           | Rotterdam        |                                            |
| 17 | The Red Apple                                                          | 128 m                     | 2008                                         | 38           | Rotterdam        |                                            |
| 19 | Mondriaantoren                                                         | 123 m                     | 2002                                         | 31           | Amsterdam        |                                            |
| 20 | Carlton                                                                | 120 m                     | 2010                                         | 33           | Almere           |                                            |
| 20 | Erasmus MC                                                             | 120 m                     | 2012                                         | 31           | Rotterdam        |                                            |
| 20 | Grotius I                                                              | 120 m                     | 2022                                         | 39           | Den Haag         |                                            |
| 23 | Achmeatoren                                                            | 115 m                     | 2002                                         | 28           | Leeuwarden       |                                            |
| 24 | Maritim Hotel Amsterdam                                                | 114 m                     | 2024                                         | 35           | Amsterdam        |                                            |
| 25 | De Rokade                                                              | 113 m                     | 2010                                         | 33           | Spijkenisse      |                                            |
| 26 | Erasmus MC                                                             | 112 m                     | 1968                                         | 27           | Rotterdam        |                                            |
| 27 | CasaNova                                                               | 110 m                     | 2022                                         | 35           | Rotterdam        |                                            |
| 28 | Prinsenhof Toren E World Trade Center                                  | 110 m (met masten: 128 m) | 2005                                         | 25           | Den Haag         |                                            |
| 29 | Waterstadtoren                                                         | 108,8 m (dak op 103,2 m)  | 2004                                         | 36           | Rotterdam        |                                            |
| 30 | European Patent Office                                                 | 107 m                     | 2018                                         | 27           | Rijswijk         | The_new_European_Patent_Office_in_Rijswijk |
| 30 | Up:Town                                                                | 107 m                     | 2019                                         | 34           | Rotterdam        |                                            |
| 30 | Five55                                                                 | 107 m                     | 1996                                         | 28           | Rotterdam        |                                            |
| 30 | Wonderwoods                                                            | 107 m                     | 2024                                         | 31           | Utrecht          |                                            |
| 30 | Yvie                                                                   | 107 m                     | 2024                                         | 31           | Amsterdam        |                                            |
| 35 | Weenatoren                                                             | 106 m                     | 1990                                         | 31           | Rotterdam        |                                            |
| 35 | 100Hoog                                                                | 106 m                     | 2013                                         | 32           | Rotterdam        |                                            |
| 35 | Coopvaert                                                              | 106 m                     | 2006                                         | 29           | Rotterdam        |                                            |
| 38 | De Admirant                                                            | 105 m                     | 2006                                         | 31           | Eindhoven        |                                            |
| 38 | Amsterdam Symphony                                                     | 105 m                     | 2009                                         | 29           | Amsterdam        |                                            |
| 38 | Rabobank Bestuurscentrum (Rabotoren)                                   | 105 m                     | 2010                                         | 27           | Utrecht          |                                            |
| 38 | World Trade Center                                                     | 105 m                     | 2004                                         | 27           | Amsterdam        |                                            |
| 38 | ABN AMRO-hoofdkantoor                                                  | 105 m                     | 1999                                         | 24           | Amsterdam        |                                            |
| 43 | Terraced Tower                                                         | 104 m                     | 2021                                         | 32           | Rotterdam        |                                            |
| 43 | Weenacenter                                                            | 104 m                     | 1990                                         | 34           | Rotterdam        |                                            |
| 43 | Castalia                                                               | 104 m                     | 1998                                         | 20           | Den Haag         |                                            |
| 46 | Provinciehuis Noord-Brabant                                            | 103,5 m                   | 1971                                         | 23           | 's-Hertogenbosch |                                            |
| 47 | BunkerToren                                                            | 103 m                     | 2022                                         | 33           | Eindhoven        | Bunkertoren1                               |
| 47 | Amstel Tower                                                           | 103 m                     | 2018                                         | 30           | Amsterdam        |                                            |
| 49 | De Hoge Heren (1)                                                      | 102 m                     | 2000                                         | 34           | Rotterdam        |                                            |
| 49 | De Hoge Heren (2)                                                      | 102 m                     | 2000                                         | 34           | Rotterdam        |                                            |
| 49 | Nieuw Babylon Park Tower                                               | 102 m                     | 2011                                         | 31           | Den Haag         |                                            |
| 52 | Alphatoren                                                             | 101 m                     | 2008                                         | 29           | Enschede         |                                            |
| 52 | Schielandtoren                                                         | 101 m                     | 1996                                         | 32           | Rotterdam        |                                            |
| 52 | StadsHeer                                                              | 101 m                     | 26 maart 2007                                | 31           | Tilburg          |                                            |
| 52 | Porthos                                                                | 101 m                     | 2006                                         | 32           | Eindhoven        |                                            |
| 56 | Valley Noordtoren                                                      | 100,5 m                   | November 2021                                | 25           | Amsterdam        |                                            |
| 57 | Ito-toren                                                              | 100 m                     | september 2005                               | 25           | Amsterdam        |                                            |
| 57 | Grotius II                                                             | 100 m                     | 2022                                         | 33           | Den Haag         |                                            |
| 57 | Justus                                                                 | 100 m                     | 2024                                         | 33           | Amsterdam        |                                            |

## Hoogste gebouwen per provincie
| Provincie     | Plaats     | Gebouw                   | Hoogte (m) | Geopend | Verdiepingen |
| ------------- | ---------- | ------------------------ | ---------- | ------- | ------------ |
| Drenthe       | Emmen      | Hondsrugtoren            | 65         | 2020    | 17           |
| Flevoland     | Almere     | Carlton                  | 120        | 2010    | 33           |
| Friesland     | Leeuwarden | Achmeatoren              | 115        | 2002    | 28           |
| Gelderland    | Nijmegen   | Erasmusgebouw            | 88         | 1973    | 21           |
| Groningen     | Groningen  | Kempkensberg             | 92         | 2011    | 24           |
| Limburg       | Venlo      | Innovatoren              | 70         | 2012    | 16           |
| Noord-Brabant | Tilburg    | Westpoint                | 142        | 2004    | 48           |
| Noord-Holland | Amsterdam  | Rembrandttoren           | 150        | 1995    | 35           |
| Overijssel    | Enschede   | Alphatoren               | 101        | 2008    | 29           |
| Utrecht       | Utrecht    | Rabobank Bestuurscentrum | 105        | 2010    | 27           |
| Zeeland       | Vlissingen | Sardijntoren             | 85         | 1999    | 28           |
| Zuid-Holland  | Rotterdam  | Zalmhaventoren           | 215        | 2022    | 62           |

## Overige bouwwerken
Nederland kent naast wolkenkrabbers ook twee kerktorens (zie Lijst van hoogste kerktorens in Nederland) en diverse (zend)masten en andere structuren die hoger zijn dan 100 meter. Voor een complete lijst wordt verwezen naar het artikel Lijst van hoogste constructies van Nederland.
- Het hoogste bouwwerk in Nederland staat in IJsselstein, de 372 meter hoge Gerbrandytoren uit 1961.
- De twee schoorstenen van Shell Pernis bij Rotterdam zijn 213 meter hoog.
- De Euromast in Rotterdam is 185 meter hoog.
- Op chemisch industrieterrein Chemelot in Sittard-Geleen staat de 176 meter hoge schoorsteen van nitrietfabriek NIFA.
- In het Amsterdamse havengebied staat de 175 meter hoge schoorsteen van de Nuon-energiecentrale.
- In Lekkerkerk staan de hoogste hoogspanningsmasten van Nederland: 163 meter.
- De Erasmusbrug in Rotterdam (1996) heeft een hoogte van 139 meter.[2]
- De hoogste windturbine in Nederland staat sinds 2019 in de Rotterdamse haven. Deze windturbine heeft een tiphoogte van bijna 245 meter.
- Toren-Centrum, een van de verkeerstorens van Luchthaven Schiphol, is 101 meter hoog.

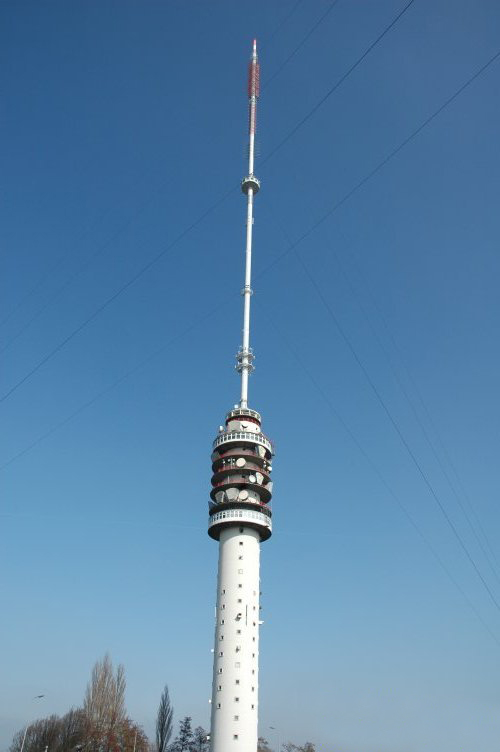
Gerbrandytoren
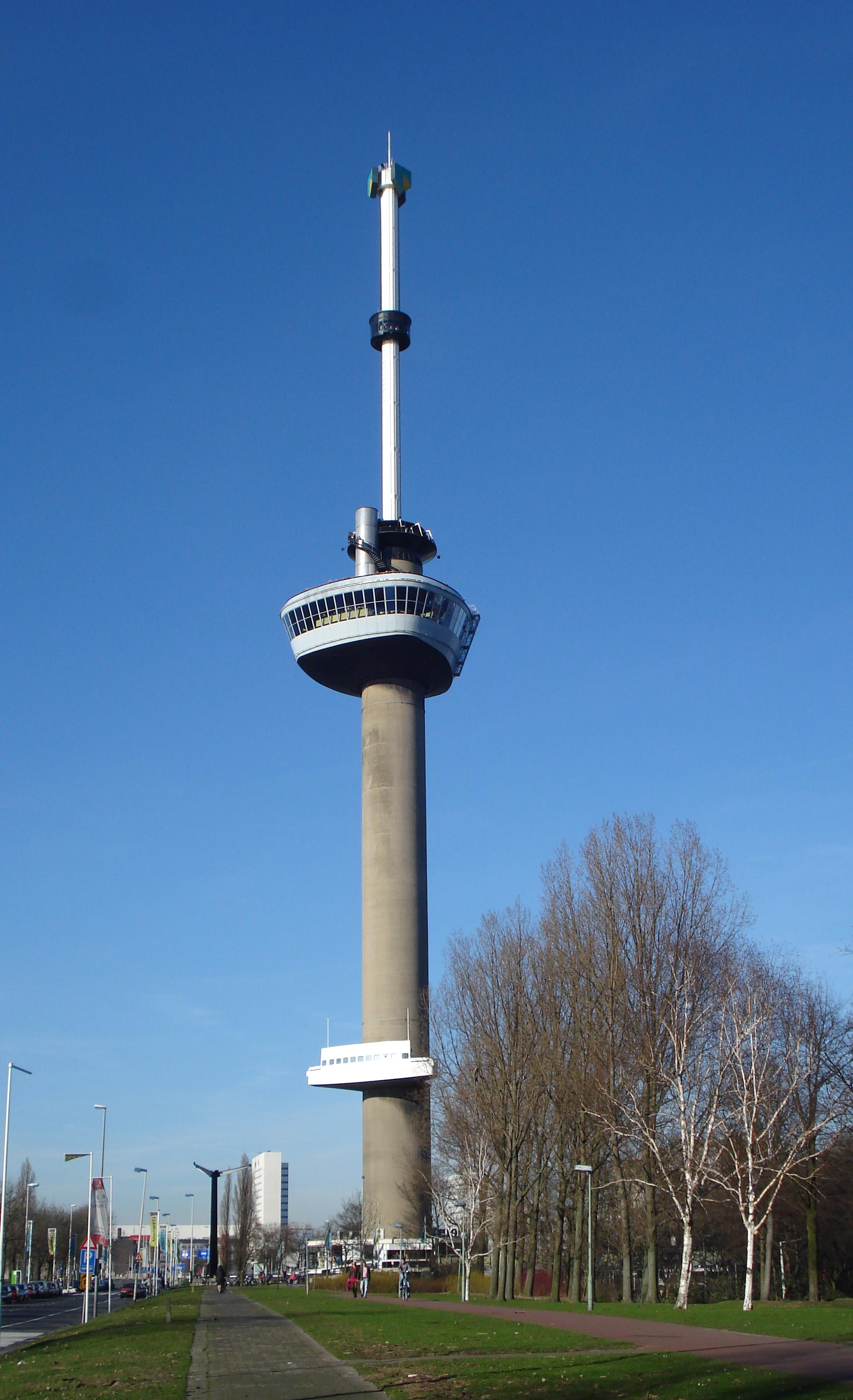
Euromast

## Lijsten
- Lijsten van hoge gebouwen